# Prüfungsangst
Die Prüfungsangst (englisch test anxiety) ist eine Angst vor der Bewertung der eigenen Leistung durch eine andere Person, die in oder vor Prüfungssituationen auftritt. Eine leichte bis mittlere Anspannung vor Prüfungen zu empfinden, ist für die meisten Menschen normal, und kann die Konzentration und Leistungsfähigkeit in einer Prüfung sogar erhöhen. Eine übermäßig starke Prüfungsangst kann allerdings auch pathologisch sein und eine erhebliche Belastung für betroffene Personen bedeuten. Betroffene empfinden intensive und anhaltenden Anspannung und Nervosität im Bezug auf die Prüfung. Das kann in der Prüfung zu einer reduzierten Leistungsfähigkeit führen.
Sehr intensive und immer wieder auftretende Angst vor Prüfungen kann laut DSM-5 als Sonderform der sozialen Phobie eingestuft werden. Nach ICD-10 oder ICD-11 lässt sich eine starke Prüfungsangst ebenfalls als soziale Phobie oder als spezifische Phobie klassifizieren.
Prüfungsängste kennzeichnen sich sowohl durch körperliche als auch durch kognitive Symptome. Physiologische Veränderungen sind auf eine erhöhte sympathische Aktivierung zurückzuführen. Dadurch kommt es zum Beispiel zu einer erhöhten Herzfrequenz, Schweißausbrüchen, schnellen Atmung und starkem Herzklopfen. Weitere körperliche Symptome können zum Beispiel Übelkeit, Mundtrockenheit, Zittern, Atemnot oder Beklemmungsgefühle in der Brust sein. Kognitive Symptome umfassen zum Beispiel Gedächtnisprobleme und Konzentrationsprobleme. Außerdem gehen mit Prüfungsängsten häufig ein negatives Selbstbild und negatives subjektives Wohlbefinden einher.

## Epidemiologie
Die meisten Menschen haben schon mindestens einmal in ihrem Leben Prüfungsängste erlebt. In einer Studie der Internationalen Hochschule Erfurt gaben 87 % der 1600 Teilnehmer an, schon einmal Prüfungsängste gehabt zu haben. 5 % von befragten Studierenden der Universität Konstanz berichteten, aufgrund von Prüfungsängsten schon mindestens einmal eine Prüfung abgesagt zu haben. Frauen weisen durchschnittlich höhere Werte für Prüfungsängste auf als Männer. Prüfungsangst tritt bei Personen mit Lernbehinderungen oder Problemverhalten in einem größeren Ausmaß auf als bei Personen ohne solche Probleme.

## Entstehung

Zusammenhang von Angst und Leistung

Prüfungsangst entsteht, wenn eine Person eine bevorstehende Prüfung als bedrohliches Ereignis interpretiert. Häufige Gründe hierfür können zum Beispiel starker Druck durch andere Personen oder durch eigene perfektionistische Ansprüche, negative Erfahrungen in vorherigen Prüfungen oder Modelllernen sein. Modelllernen beschreibt die Entstehung oder Verstärkung von Ängsten, wenn wir beobachten, dass andere Personen Ängste verspüren. Dass viele Menschen Aufregung vor Prüfungen zeigen, kann für uns ein Signal bedeuten, Prüfungen als bedrohlich zu interpretieren. Die Interpretation der Prüfung als bedrohliches Ereignis versetzt unseren Körper in einen „Fight-or-Flight“-Zustand, woraufhin der Sympathikus aktiviert wird. Physiologische Veränderungen, die wir daraufhin beobachten, gehen mit dem Gefühlsempfinden von Angst einher.
Gelegentlich, namentlich bei Hochschulprüfungen, können auch Prüfer der Prüfungsangst ähnlichen (allerdings weniger manifesten und nicht durch Sanktionen bedrohten) Spannungen ausgesetzt sein, etwa aus Prüfungsunerfahrenheit oder in Kollegialprüfungen. Wie den Prüflingen stehen nach dem Wirtschaftswissenschaftler Hans-Otto Schenk auch den Prüfern spezifische Methoden zum „autogenen“ und „heterogenen“ Spannungsabbau zur Verfügung.
Während der kognitiven Entwicklung kann sich Prüfungsangst erstmals im Alter von acht bis elf Jahren entwickeln. Als ursächlich werden schlechte schulische oder sportliche Leistungen gesehen, die das Selbstwertgefühl der Betroffenen, das auf sportlicher und geistiger Leistungsfähigkeit beruht, kompromittieren.

## Umgang
Krankhafte Angstzustände sollten diagnostiziert und therapiert werden. Um mit Angst vor Prüfungen umzugehen, können verschiedenen Maßnahmen selbst oder unter professioneller Hilfe angewendet werden. Dabei sollte individuell herausgefunden werden, wodurch einer betroffenen Person geholfen werden kann, die Anspannung vor einer Prüfung auf ein erträgliches Maß zu bringen. Beispiele für Interventionen sind:
- Entspannungstechniken, zum Beispiel Atemübungen, Meditation, progressive Muskelrelaxation, autogenes Training
- Anwenden von Lernstrategien
- Erstellen eines Zeitplans zum effektiven Lernen
- ausreichend Schlaf und Pausen
- Nutzen von Unterstützungssystemen, zum Beispiel Gespräche mit Freunden und Familie
- Nutzen von Beratungs- oder Hilfsangeboten, zum Beispiel von Universitäten oder Krankenkassen
- Psychotherapie

Der Didaktiker Siegbert A. Warwitz hält eine leichte Erregung in Form von Lampenfieber nicht für abträglich, sondern für förderlich für eine gute Prüfungseinstellung, da es den Wachheitsgrad erhöht und die Aufmerksamkeit, die Konzentration sowie das Reaktionsvermögen steigert. Für das Erreichen eines optimalen psychischen Prüfungszustands empfiehlt er seinen Studenten:
- Frühzeitige Konfrontation mit Prüfungssituationen aller Art, die anfangs auch Selbstprüfungen sein sollten (Prüfungsgewöhnung)
- Systematische Prüfungsorganisation in Form einer längerfristigen Zeitplanung und Vorbereitung mit völliger Karenzzeit in den letzten drei Tagen (Entspannung, Freiwerden der Gedanken)
- Prüfungssimulationen im Vorbereitungsstadium
- Wahrnehmen von Möglichkeiten der Hospitation bei Prüfungen
- Vertrautmachen mit den Eigenarten des Prüfers, seiner Fragetechnik, seinen Spezialitäten, seinen Lieblingsfragen, seinen Aversionen
- Meiden Angst induzierender Gespräche mit anderen Prüflingen
- Verzicht auf Konzeptstudium oder Prüfungsgespräche unmittelbar vor dem Termin
- Vermeiden der Herausforderung von Prüferfehlern (sich selbst kein ungünstiges Vorzeugnis ausstellen)
- Autosuggestion im Sinne von: „Ich kann das, ich bin gut vorbereitet, ich schaffe das, andere schaffen es ja auch, ein Scheitern gibt es nicht. . .“

## Krankheitswert
Die Prüfungsangst wird dann als krankhaft betrachtet, wenn sie eine erhebliche Beeinträchtigung des Patienten darstellt, Probleme im sozialen Umfeld auslöst und – besonders im Kindesalter – die normale Entwicklung der Person verhindert. In der ICD-10 (1994) und ICD-11 (2022) gibt es keine spezifische Diagnose für Prüfungsangst, stattdessen wird eine Prüfungsangst meistens als soziale Phobie kodiert. Ebenso wird im DSM-5 (2013, revidiert 2022) die Diagnose der sozialen Phobie genutzt, wobei ein Spezifikator hinzugefügt werden kann, der die Ängste auf leistungsbezogene Situationen beschränkt.
In den USA wird diese Phobie, sofern die Einschränkung nachgewiesen und dokumentiert wird, über den Americans with Disabilities Act als Behinderung anerkannt, und es werden dazu besondere Prüfungsabläufe angeboten, sofern der entsprechende Antrag mindestens 30 Tage vor Prüfungsbeginn eingereicht wird. Allerdings wird Prüfungsangst für gewöhnlich nicht von vornherein als entsprechende Behinderung im Sinne des Gesetzes anerkannt.

## Therapie
In Fällen, in denen die Prüfungsangst Krankheitscharakter hat, ist eine gezielte Therapie sinnvoll. Diese kann über das Regulieren des persönlichen Angstlevels und technische oder organisatorische Maßnahmen wie „positives Denken“, effektives Lernen, die Verbesserung der Prüfungstransparenz und Entspannungsübungen hinaus auch psychiatrische Therapieansätze umfassen, wie sie bei anderen Formen von Angststörungen eingesetzt werden. Insbesondere bei medikamentösen Behandlungen sind mögliche Nebenwirkungen zu beachten.